# Crypta Balbi

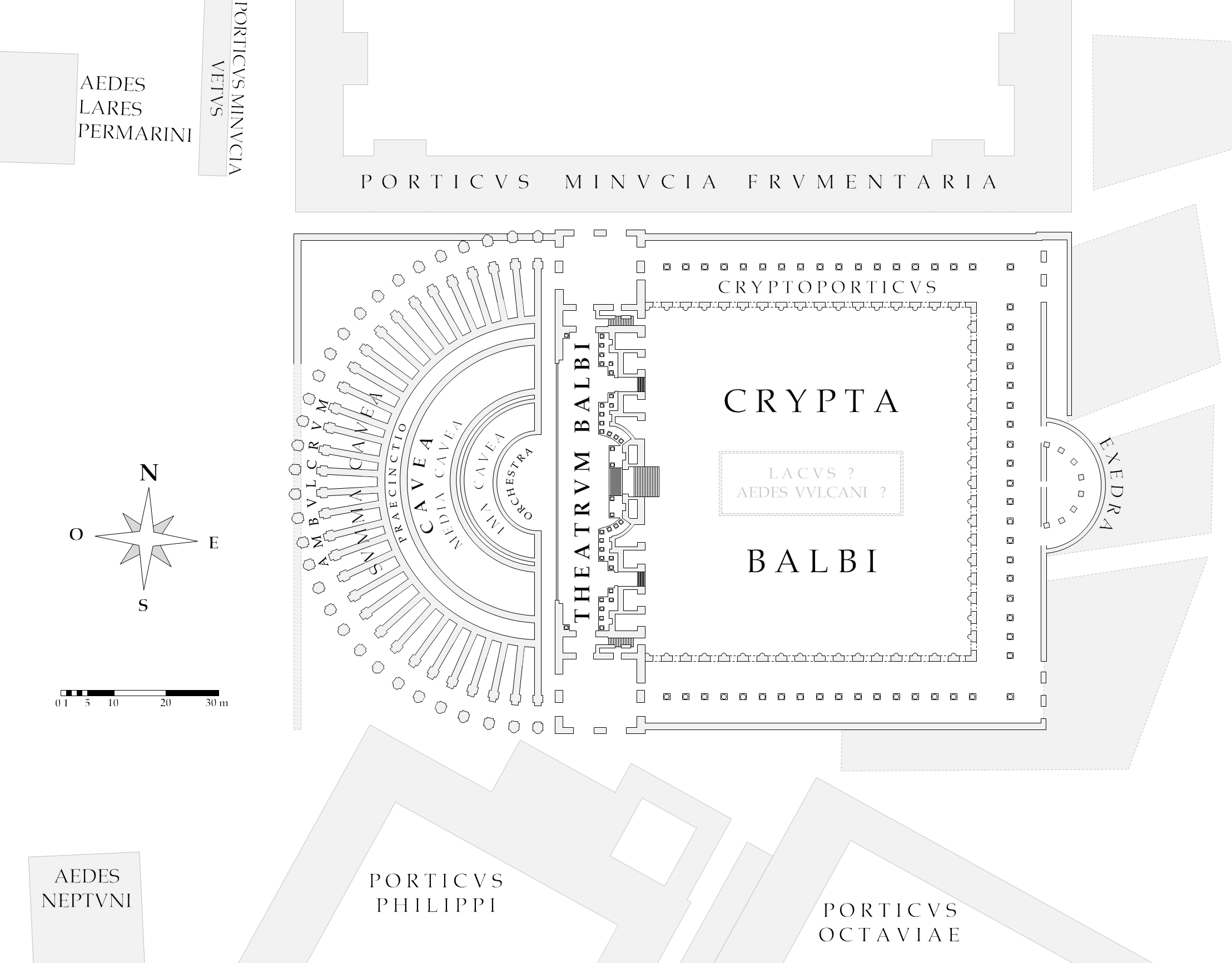
Plan över Balbusteatern.

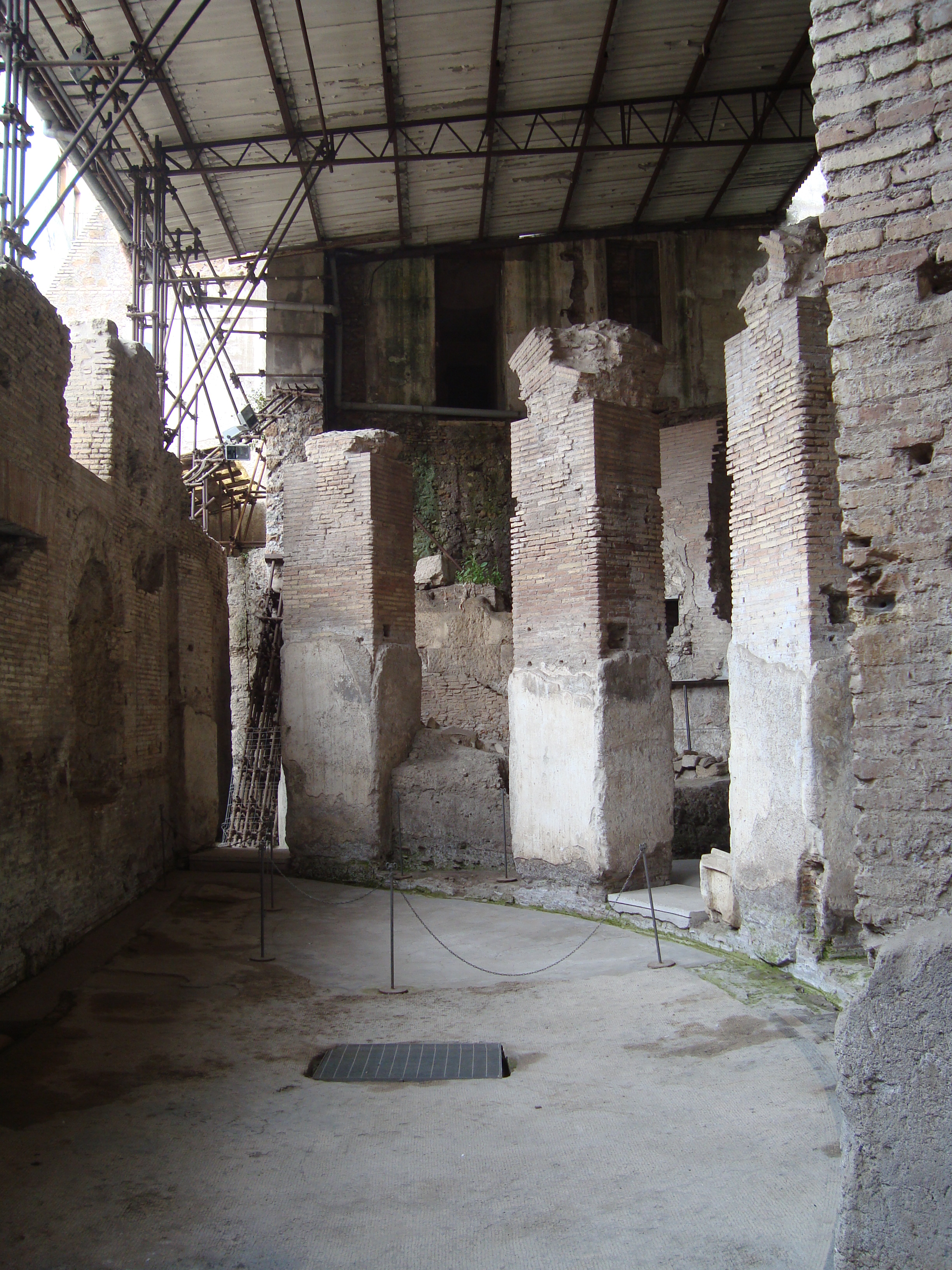
Resterna av exedran i Crypta Balbi.

Crypta Balbi är resterna av den portik som ingick i Balbusteatern, vilken uppfördes av kejsar Augustus vän Lucius Cornelius Balbus år 13 f.Kr. Crypta Balbi är belägen i Rione Sant'Angelo i centrala Rom. Komplexet ingår i Museo Nazionale Romano.
| Plan över Campus Martius |
| --- |
| Tibern Navalia Circus Flaminius Marcellusteatern Diana- templet Pietas- templet Janustemplet Junos tempel Spestemplet Bellona- templet Apollo Sosianus tempel Jupiter Stators tempel Juno Reginas tempel Octavias portik Filippus portik Hercules Musarum- templet Octavius portik Balbus- teatern Crypta Balbi Porticus Minucia Nymfernas tempel Diribitorium Juturnas tempel Fortunas tempel Feronias tempel Lares Permarinis tempel Pompejus curia Pompejus portik Pompejusteatern Venus Victrix tempel Marstemplet Hercules Custos tempel Castors och Pollux tempel Pons Fabricius Tiberön Porticus Maximae Neptunus- templet Divorum Villa Publica Hecatostylon Fortuna Equestris tempel Statilius Taurus amfiteater |